# FBI (名探偵コナン)
FBIでは、『週刊少年サンデー』で連載されている青山剛昌原作の漫画作品、およびそれを原作とするテレビアニメなどのメディアミックス『名探偵コナン』の作品に登場するFBIと所属メンバーについて記述する。

## 概要
アメリカ合衆国の警察機関の一つである連邦捜査局 (FBI)。黒ずくめの組織を追い、ジェイムズ・ブラックによる現場指揮のもと、極秘潜入捜査のために日本を訪れている。
物語開始の5年前から2年前までの間には、捜査官の赤井秀一を組織へ潜入させ、ボスであるあの方に近いとされていたジンに近付くことでボスの身柄確保を狙っていたが、捜査官の1人であるアンドレ・キャメルのミスによって失敗したことから、一時撤退する。その後は過去の犯罪の証拠を掴んでいる組織メンバーのベルモットを標的とし、彼女の来日に伴って米花町付近に滞在しながら捜査を行っていた。
潜入・調査のプロであるベルモットへの対策として、捜査に訪れていることは彼女の身柄を確保するまで日本警察に伏せる方針を採っており、日本では表立って動けない状態となっている。拳銃も使えないため、使う必要に迫られた場合は捜査協力者である江戸川コナンに口裏を合わせてもらったり、事後工作を行ったりしている。なお、ジョディ・スターリングとキャメルは、共に捜査官として日本警察に認識されているが、任務の詳細を伏せるために表向きは「長期休暇で傷心旅行のために来日している捜査官のカップル」という少々強引な設定で通している。
主要メンバーは潜入中に面識を持ったコナンの推理力を高く評価しており、彼との情報交換や共同作戦などを積極的に行っている。特に赤井はコナンに自身の死を偽装する策を講じてもらうほどの多大な信頼を寄せている。ただし、コナンの正体を知っているのは赤井のみである（詳細は#コナンたちとの関係を参照）。
赤井を除いて日本人は確認されていないが、日本における極秘潜入捜査のための人選であることからも、主要メンバーは日本語に堪能である。作中での会話は基本的に日本語で行われており、英語で話す際は日本語訳が付けられている。
組織へ潜入したCIAの諜報員であるキール（本堂瑛海）と協力関係を結んでからは、彼女から情報を入手している。

## 構成員
数十名の捜査官が定期的に黒ずくめの組織の動向調査と殲滅のために本国のアメリカから日本へ派遣されている。本項では捜査官チームの中でコナンや周辺人物と本編で密接に関わっている人物を扱う。
赤井 秀一（あかい しゅういち） / 沖矢 昴（おきや すばる）
声 - 池田秀一（秀一） / 置鮎龍太郎（昴） / 梶裕貴（少年時代）
日本人の父である赤井務武と日系イギリス人の母であるメアリー・世良の長男で、イギリス人のクォーター。羽田秀吉と世良真純の実兄。叔母（メアリーの妹）は宮野エレーナで、その娘である宮野明美・志保（灰原哀）姉妹は母方の従妹に当たる。入局前の国籍はイギリス。年齢は32歳前後。
容姿
目の色は緑（アニメカラー / 原作カラーは青）で目の下には隈がある。オールバックにした黒の短髪の上からニット帽を被っている。少なくとも物語開始の5年前から1年ほど前までの間は長髪だったが、現在ではそれまでの長髪を切り落として10年前と同じ短髪になっている。ジェイムズと日本で再会した際に気付かれなかったほどの変わり様であり、赤井は髪を切った理由として「恋人にふられっぱなしであることによるゲン直し」と語っている。
性格
一人称は基本的には「俺」だが、敬語で話す時は「私」を使用する。クールかつポーカーフェイスであり、あまり感情を表に出すことはない。工藤有希子からは「イケメンで礼儀正しく、クールでダンディーで、FBIに置いとくにはもったいないくらい」と評されている。
能力
左利き。FBIきっての切れ者であり、その推理力と捜査手腕はコナンに匹敵する。作中随一のスナイパーでもあり、ショットガン（レミントン）を左手だけで持ちながら発砲できる。格闘能力も高く、末妹の真純に「自分よりも3倍は強かった」と評されるほどの截拳道の使い手でもあり、劇場版第20作『純黒の悪夢』では安室透と観覧車上での格闘に至った際、ライフルを収納したバッグを背負ったまま互角以上に渡り合っている。黒ずくめの組織のボスには"Silver Bullet" （シルバー・ブレット、銀の弾丸）と呼ばれ、組織を壊滅できる存在として恐れられている。
持ち物・嗜好
愛車は黒のシボレーC-1500だったが、後述の偽装工作の際、黒ずくめの組織へ潜入中のCIA捜査官の水無怜奈によって来葉峠で爆破されたため、それ以降の時系列に当たる劇場版第20作『純黒の悪夢』では赤のシェルビーGT-500に乗っている。好物はコーヒーとバーボン。
ヘビースモーカーでもあり、頻繁にタバコを吸っている様子が描写されている。また、沖矢昴として登場する際には、正体を明かす以前は灰皿に大量の吸い殻が溜まっている程度の描写だったが、正体を明かして以降は昴の喫煙シーンも描かれるようになった。
FBI入りの経緯
物語開始の17年前、父・務武の死の真相を探るため、表向きは留学という理由で単身渡米し、グリーンカードやアメリカ国籍、運転免許などを取得すると、大学卒業後に職務試験を経てFBIに入局した。10年前には日本に一時帰国し、渡米後に生まれた真純や幼少期の工藤新一や毛利蘭と出会い、そこで遭遇した事件を解決したことから、FBIに入る決意をより強固なものにする。
黒の組織との対立
FBIへの入局後は物語開始の5年前から2年前までの間、黒ずくめの組織への潜入捜査を行っていた。組織のメンバーである宮野明美と接触し、「諸星 大」（もろぼし だい）という偽名を使って交際し始め、彼女を利用する形でその妹の志保を介し、組織へ潜入した。組織からはライというコードネームを与えられ、バーボン（安室透 / 降谷零）やスコッチ（諸伏景光）と行動を共にすることが多かった。バーボンとは「互いに毛嫌い」しつつも実力を認め合うライバル関係だったが、スコッチの死を機に憎まれるようになる。
最終的にジンとの任務にまでこぎ着けたが、ラムの介入によってFBIの同僚であるキャメルがミスを犯した結果、彼の正体はおろか自分の正体も発覚したため、明美と志保を組織に残してキャメルと共に逃亡。その結果、捜査が失敗しただけでなく、赤井を組織内へ連れ込んだ明美が「10億円強奪事件」を理由として組織に殺害されてしまう。
組織を抜けた後はFBIに戻り、物語開始の1年前の時点では、ニューヨークでベルモットを追っていた。この当時、偶然ニューヨークを訪れていた蘭と出会っているが、互いに10年前に出会っていたことには気付いていない。来日後はジェイムズと合流し、しばらくは米花町周辺に潜伏しながら調査していた。「季節外れのハロウィンパーティー」では、ベルモットを確保しようとして逆に追い詰められたジョディを救援するためベイエリアに現れ、カルバドスの両足を砕き動きを封じて彼の武器をすべて取り上げた後、ベルモットをショットガンで銃撃して負傷させるが、眠らされていたコナンを人質に取られて逃亡された直後、カルバドスに自決されてしまったため、手がかりは掴めずじまいとなった。
「赤と黒のクラッシュ」では初めてコナンと共同戦線を張り、CIA諜報員であった水無怜奈（本堂瑛海）を組織へ再潜入させることに成功。「あの方」から赤井抹殺の命令を受けた怜奈を守るため、来葉峠で彼女に射殺されたように見せかけ、代わりに楠田陸道の遺体を積んだ愛車を爆破することで、組織に己の死を誤認させた。そして赤井自身は「沖矢昴」という架空の人物になりすまして単独行動を開始する。
コナン達との関係
明美の妹である志保（灰原）については、組織への潜入捜査の失敗を経て逃亡して以降は互いに顔を合わせたことはなく、灰原は「FBIの赤井」の存在は聞かされているが、姉の恋人だった諸星と同一人物であることに気付いていない。コナン達と協力する以前から灰原が志保に似ていることに感付いており、彼に協力していく過程で灰原の正体を確信する。
コナンのことは「ボウヤ」と呼び、その頭脳を高く評価している。変声機を使って新一の声で蘭達と通話するコナンの姿を目撃したことから、彼の正体が工藤新一であることを知るが、コナンは彼の前で正体を明言していない。
沖矢 昴
「東都大学大学院工学部博士課程に通う27歳」を表向きの素性としている。
顔は有希子の特殊メイクによって細目であり、眼鏡をかけている。声は阿笠が開発したチョーカー型変声機で変えており、その存在を隠すためにトップスはハイネックやスカーフなど常に襟の詰まったものを着用している。ホームズ好きであり、黒が好きと同時に嫌いな色であることを明かしている。
登場当初の一人称は「僕」であったが、後に「私」に変えている。丁寧な口調で話す。正体を明かして以降、秀一としての口調で話す時は細目を見開くことがある。
当初は米花町のアパート「木馬荘」に住んでいたが、別の住人による放火で全焼して住居を失ってしまった｡コナンの提案に応じて「留守をしっかり守る」ことを条件に工藤邸に居候することとなり、蘭達や少年探偵団とも親しくなる。
有希子からは料理も教わっており、作りすぎたカレーやシチューなどを阿笠博士におすそ分けすることもある。
正体を知るのは、当初は潜伏を手引きしたコナン（新一）のほか、潜伏を援助している工藤夫妻と阿笠、そして秀一本人から事前に聞いていたジェイムズと、来葉峠で偽装工作に加担したCIAの怜奈（瑛海）の6人だけだったが、後にジョディやキャメルなど来日中のFBI捜査官チームも全員が経緯と正体を知ることになる。弟の秀吉とは兄弟専用のスマホを介して事情をほぼ共有しており、秀吉から由美の警護を頼まれたこともある。バーボンこと安室透（降谷零）は独自の調査で秀一が生存して昴の姿に変装していることに感付いたものの、先手を打った秀一とコナンによる優作を替え玉とした作戦で有耶無耶にされた。蘭は秀一と面識があるため、昴としての初対面時に「どこかで会ったことあるような」と感じているが、秀一のことを想定するまでに至っていない。
劇場版第18作『異次元の狙撃手』では、物語の裏でジェイムズと連絡を取り、終盤に犯人を狙撃してコナンの窮地を助けている。使用したライフルはシャイタックM200。なお、同作のラストシーンでは昴が変声機のスイッチを切って秀一の声で「了解」と発言することにより、原作・アニメに先駆けて秀一と昴が同一人物であることが初めて明かされた。
その他
名前の由来は、アニメ『機動戦士ガンダム』の登場人物であるシャア・アズナブルの異名「赤い彗星」と、その担当声優である池田秀一。ジョディが「シュウ」と呼ぶのは、シャアへのオマージュである。また、偽名の諸星大と沖矢昴の由来は、「赤い彗星（=諸星）のシャア」とシャアの本名「キャスバル・レム・ダイクン」。理由は、原作者の青山剛昌が『ガンダム』の大ファンであることから。
第1回キャラクター人気投票での順位は14位（20票）、2012年連載800回記念キャラクター人気投票では7位、『名探偵コナンSDB50+』の人気投票では6位、2020年5月7日発売の雑誌『ダ・ヴィンチ』2020年6月号で実施された「読者にしあわせを与えてくれたキャラ」ランキングで赤井としては2位を獲得し、同じく沖矢としては18位を獲得した。

ジェイムズ・ブラック (James Black)
声 - 家弓家正（第258話 - 第783話、劇場版『ルパン三世VS名探偵コナン THE MOVIE』 - 第18作）→土師孝也（第1077話 - 、劇場版第20作 - ）
来日しているFBI捜査官チームのボスで、ジョディらの上司。シカゴ在住だがロンドン生まれのため、クイーンズ・イングリッシュで喋る。主にジョディ達の捜査指揮を担当しており、拳銃を使用する場面はない。「人を見る目を養っている」と自負しており、世良真純が女性だということをひと目で見抜いている。コナンや赤井相手には後手に回ることが多いが相当な切れ者であり、初登場回では自分に話しかけて来た2人が偽の警察官であることを見抜いて瞬時にメッセージを残し、コナンが救出に現れた際も彼の計画を見抜いて的確に行動している。
赤井の要請に応じて来日した際、アニマルショーのスポンサーを務めるランディー・ホークに顔が似ていたため、彼と間違われてマスコミの質問攻めに遭ってしまうが、居合わせたコナンの機転によって難を逃れたことから、彼に一目置くようになる。
赤井の死亡偽装については本人から事前に打ち明けられ、潜伏を開始した後は密かに連絡を取り合っていた。
アニメでの初登場時は金髪だったが、後に原作同様に白髪となった。愛車はメルセデス・ベンツCLKカブリオレだったが、劇場版第20作『純黒の悪夢』では初代メルセデス・ベンツ・CLSクラスを運転していた。
『ルパン三世』とのクロスオーバー作品『ルパン三世VS名探偵コナン THE MOVIE』では、峰不二子のファンであることが判明しており、彼女と遭遇した時は携帯電話で写真を撮っていた。
名前の由来はホームズの宿敵「ジェイムズ・モリアーティ」。ジェイムズとの初対面の際、コナンと灰原は「ジェイムズ」からモリアーティを、「ブラック」から黒ずくめの組織を連想し、彼に不信感を抱いていた。

ジョディ・スターリング (Jodie Starling) / ジョディ・サンテミリオン (Jodie Saintemillion)
声 - 一城みゆ希（第226話 - 第1079話、劇場版『ルパン三世VS名探偵コナン THE MOVIE』- 第26作）/ 冬馬由美（少女時代）
FBI捜査官。28歳。拳銃の腕前はかなりのもの。メガネをかけていることで目立たない面もあるが、かなりのプロポーションを持つ美女であり、非番時は露出過多な服装をすることもある。日本のアーケードゲームが大好きで、非番時にはゲームセンターに頻繁に通うゲーマーでもある。愛車はプジョー・607。
20年前に母とFBI捜査官だった父をベルモットに殺害される。その後、証人保護プログラムのもとで成長し、父の遺志を継いでFBIへ入局した。普段かけている眼鏡は、父の形見である。
親友の小学校教師・澁谷夏子に日本語を教わり、彼女の協力を得て来日した後、「ジョディ・サンテミリオン」という偽名を使い、一風変わった人柄を持つ英語教師として帝丹高校へ（FBIからの裏工作も得て）赴任し、一時的に潜入捜査を行っていた。日本語は流暢に話せるが、当初は正体を隠すため、イントネーションがまちまちの訛った日本語を話していた。正体を明かしてからは流暢な日本語を喋ることが多く、高木や蘭からそのことを指摘されている。ベルモット確保任務の際に帝丹高校から離任したため、それ以降蘭達には、「捜査でミスをして長期休暇を取らされたため、日本に傷心旅行に来ているFBI捜査官」という設定で通している。なお、教師達や生徒の大半は「教職を離任して故国へ帰った」と認識しており、彼女の本職はおろか、現在も日本にいることすら知らされていない。コナン達には正体を明かした後も、「ジョディ先生」と呼ばれている。
証人保護プログラムを受けることを拒否した灰原には、自分の過去の姿を投影している部分もある。赤井のことは「秀（シュウ）」と呼び、彼が組織に潜入する以前に交際していたが、それ以後も変わらず好意は寄せている。基本的に冷静だが、組織の策略に翻弄されて感情的になることも多い。特に、バーボンが変装した赤井を見かけた際には激しく取り乱し、無謀な行動まで取ってしまっている。
コナンの正体については知らないが、新出に変装していたベルモットを追い詰めた際、ベルモットがコナンのことを「Cool Guy」と呼んだことに違和感を持っている。赤井が沖矢昴として暮らしている家が工藤新一の自宅であることは認識しており、工藤有希子がコナンのことを2回ほど「新…」と呼びかけながら慌てて「コナン君」と呼び直したことに疑問を感じていた。
名前の由来は、ジョディ・フォスターと代表作『羊たちの沈黙』のクラリス・スターリング。

アンドレ・キャメル (Andre Camel)
声 - 梁田清之（第497話 - 第861話、劇場版第18作 - 第24作、ゼロの日常）→乃村健次（第1072話 - 、劇場版第26作 - ）
赤井が作戦の増員として呼び出したFBI捜査官。27歳のドイツ系アメリカ人。独身。人相はあまり良くないが、温厚で心優しい性格。趣味が筋トレであるために筋骨隆々とした肉体をしており、体格と人相があいまって初対面の印象はかなり悪い。
FBI内でも卓越した運転技術と優れた運動神経を持ち、赤井から一目置かれている。しかし、かつて赤井らと共に黒ずくめの組織への潜入捜査を行っていた当時に現場にいた老人をラムと知らずに不用意な発言で赤井の正体を露見させてしまったり、来日中にもベルモットとバーボンに誘導されるまま楠田陸道の情報を漏らしてしまったりするなど、失敗も多い。組織への潜入捜査中、自身のミスが引き金となって宮野明美を死なせてしまったことには、負い目を感じている。
来日以降は2年前に訪れたレストランをよく回っているが、その過程でたびたび事件に巻き込まれることから、日本警察や蘭達とも面識を持つようになる。なお、FBI捜査官としての身分は明かしているが、真の来日目的については明かせないため、工藤一家以外には「傷心旅行中のジョディを連れ戻しに来た同僚の恋人」という設定で通している。
赤井から沖矢の件を明かされた後には、彼の不在中における阿笠邸の灰原の護衛や、銃を使用した際の銃弾の処理や備品の修繕工作を依頼されている。黒ずくめの組織に暗号を見破られてメンバーが命を狙われた際には死亡を偽装して切り抜けたが、印象を変えるためにそれまで長く伸ばしていた髪を大きく切って角刈りになった。
名前の由来は、『機動戦士ガンダム』の登場人物であるキャメル艦隊指揮官・ドレン大尉。